# Juan Ramón Álvarez
Juan Ramón Álvarez (San Tomé de Recaré, O Valadouro, 9 de enero de 1880 - La Habana, marzo de 1932), fue un periodista y filántropo español.

## Biografía
Hijo de Manuela Álvarez Río, de una familia de agricultores acomodados. Estudió latín y humanidades en la escuela Ferreira do Valadouro. Ingresó al Seminario de Mondoñedo en 1893, pero no terminó su carrera sacerdotal. Se fue a Madrid y comenzó a trabajar en una joyería de la Carrera de San Jerónimo, de la que se convirtió en socio. Fue miembro del Centro Gallego de Madrid. En Ferreira fue cofundador del diario El Valle de Oro. En 1906 se fue a Cuba. Se dedicaba al comercio, era un importador de relojes "Lohengrin". Trabajó para Santos y Álvarez y luego se instaló por su cuenta. En el Centro Gallego de La Habana, fue miembro de la sección de instrucción y de la sección de recreación y decoración y vicepresidente de la sección de salud. Fue secretario del consejo de administración de 1912 a 1914. En 1917 fue vicepresidente de la comisión ejecutiva del Centro Gallego.
Fue uno de los fundadores de la Sociedad de Instrucción, Recreo y Protección El Valle de Oro, en la que ocupó el cargo de subsecretario de la primera junta directiva y en 1915 fue elegido presidente. También fue secretario fundador de la Comisión Representativa de las Sociedades de Instrucción de Galicia, miembro de la Asociación Iniciadora y Protectora de la Real Academia Gallega y de la Sociedad de Beneficencia de Naturales de Galicia. En 1922 fue elegido miembro de la Caja de Ahorros y Banco Gallego del Centro Gallego de La Habana.